# Теракт в отеле «Семирамис»
Теракт в иерусалимском отеле «Семирамис» произошёл в ночь с 5 на 6 января 1948 года, во время первого этапа Арабо-израильской войны 1947—1949 годов. Взрыв был организован боевиками еврейской военизированной группировки «Хагана», руководители которой получили оказавшуюся позднее неверной информацию о том, что отель служит штабом арабских иррегулярных военизированных формирований. В результате взрыва погибло 26 гражданских лиц, включая заместителя испанского консула — Мануэля Альенде Салазара. Взрыв вызвал панику и бегство арабских жителей района и осуждение со стороны властей британского мандата. Позже Бен-Гурион сместил начальника иерусалимского отделения «Хаганы» Михаэля Шохама, ответственного за операцию.

## Ход событий
Катамон был арабским районом на юго-западе Иерусалима. Он был населён преимущественно арабами-христианами и зажиточными евреями (составляющими в районе меньшинство). Район находился на возвышенности между еврейскими кварталами Западного Иерусалима, рассекал их как единое целое и ввиду этих факторов имел важное стратегическое значение для обеих сторон конфликта.
Хагана была заинтересована в том, чтобы спровоцировать уход арабского населения из района. С этой целью 31 декабря 1947 года ею было взорвано там 7 пустующих арабских домов. Это спровоцировало бегство нескольких состоятельных арабских жителей, но также и исход евреев из Катамона в еврейские кварталы Иерусалима. Арабские иррегулярные военизированные формирования, в свою очередь, были заинтересованы укрепить свои позиции в Катамоне и не допустить исход арабских жителей.
3 января 1948 года Кадир аль-Хуссейни, командир Армии священной войны, и другие арабские командиры организовали в конференц-зале отеля «Семирамис» встречу с лидерами квартала Катамон.
4 января один из арабских информаторов Хаганы сообщил главе Хаганы в Иерусалиме Михаэлю Шахаму, что у арабов в Катамоне имеется два штаба — один в отеле «Семирамис», а другой в отеле «Кларидж» (информация оказалась не соответствующей действительности). Информатор также рассказал, что сам видел, как джип Абу Кадира стоял припаркованным на стоянке отеля «Семирамис» на протяжении более чем часа. Иерусалимское руководство Хаганы приняло решение взорвать отель.
В ночь с 5-го на 6-е января группа членов Хаганы на 2-х машинах выехала к отелю. С собой они имели две сумки с более чем 80 килограммами взрывчатки, часть членов группы должна была осуществлять вооружённое прикрытие, а другая —взломать дверь в подвал, заложить и активировать взрывчатку у несущих опор отеля.
Несмотря на то, что арабские жители района Катамон организовали милицию из 30 человек и установили на въезде в район КПП, боевикам Хаганы в эту ночь не встретился ни один арабский патрульный, а КПП были пусты. Возможно, из-за сильного ливня арабы считали в эту ночь нападение маловероятным и находились в своих домах.
Подъехав к отелю, боевики Хаганы взорвали гранатой ведущую в подвал дверь и перенесли туда взрывчатку. Услышав взрыв гранаты, хозяин отеля позвонил в британскую полицию и сообщил о нападении. У боевиков Хаганы ушло примерно четыре минуты на замену фитиля, так как фитиль, которым была снабжена взрывчатка, промок и не поджигался. После этого они зажгли фитиль и немедленно уехали.
В результате последовавшего взрыва отеля погибло 26 гражданских лиц, среди них большое количество членов одной арабской христианкой семьи — постояльцев отеля, сын хозяина отеля и по крайне мере один грудной ребёнок[нужна атрибуция мнения]. Бенни Моррис писал, что среди погибших могло быть двое иракских добровольцев — участников арабских иррегулярных формирований.
Согласно Associated Press, представитель Хаганы заявил, что нападение на отель было выполнено, потому что
«… он был важным местом встречи арабских банд и распределения вооружения в деревнях в районе Иерусалима. К сожалению, мы не можем ударить по (главной) штаб-квартире арабов, так как она скрывается в мечети».